# Violent Thing
Violent Thing (englisch; etwa „Schlimmes Ding“) ist ein vom Team um Borislaw Milanow geschriebener englischsprachiger Popsong. Er wird vom slowenischen Sänger Ben Dolic interpretiert und sollte Deutschland beim Eurovision Song Contest 2020 in Rotterdam vertreten.

## Hintergrund
Dolic wurde als Vertreter Deutschlands durch mehrere Jurys aus 600 Künstlern bereits im Dezember 2019 ausgewählt. Nach den schlechten Ergebnissen beim Eurovision Song Contest in den letzten Jahren entschloss sich der federführende NDR, den Beitrag intern auszuwählen. Am 27. Februar wurde im Rahmen der Fernsehsendung „Unser Lied für Rotterdam“ das zugehörige Lied vorgestellt.

## Musik und Text
Die Musik wurde von Borislaw Milanow zusammen mit Jimmy Thorén, Connor Martin, Peter St. James und Dag Lundberg komponiert. Letztere schrieben auch den Text. Der Interpret beschreibt das Lied als „Pop-Funky-Lied, das über eine starke Liebe spricht“. Milanow erklärt, dass das Lied von einer Liebe handle, die man sich nicht erklären könne. Diese Zuneigung sei „violent“ (etwa „brutal“), weil man sich dagegen nicht wehren könne und die Kontrolle verliere.

„Die meisten Menschen sind halt Kopfmenschen und sie wollen immer alles erklärt haben, es muss immer alles logisch sein und durchdacht. Und diese Art von Liebe ist halt nicht so. Und das ist das „Violent Thing“.“

## Musikvideo
Das Musikvideo wurde unter der Regie von Iwan Moskow im Club Terminal 1 in Sofia gedreht. Es zeigt Dolic, welchem eine Frau auffällt, die er anschließend im Club sucht und küsst.

## Rezeption
Nino de Angelo bezeichnete den Titel als Katastrophe. Nicole bedachte, dass die Stimme zu einem anderen Song idealer sei. Sie glaube, „dass dieses Lied nicht das Potenzial hat, in drei Minuten Europa zu überzeugen.“
Fanblogs sahen den für Deutschland ausgewählten Titel als deutlichen Fortschritt gegenüber den Misserfolgen in vorherigen Jahren an. Wiwibloggs bewertete den Song mit 8,18 Punkten, den besten Wert der Eurovisions-Beiträge von 2020. Violent Thing sei exakt das, was man nach dem enttäuschenden deutschen Beitrag aus dem vergangenen Jahr hören wolle. Der Titel sei gut geeignet für das Radio, aber könne auch im Club gespielt werden. Der Blog Eurovisionary ist der Ansicht, dass mithilfe einer guten Choreografie eine hohe Platzierung beim ESC möglich gewesen wäre. Laut ESCXtra sei es nicht der beste deutsche Beitrag, aber derjenige, der am meisten geeignet für das Radio und die Musikcharts sei. Der deutschsprachige Blog ESC Kompakt urteilte, es wurde „endlich alles richtig gemacht“. Song, Video und Performance seien „aufeinander abgestimmt“.

## Veröffentlichung
Das Musikvideo samt Titel als digitalen Download wurden Ende Februar 2020 veröffentlicht. Um den Regularien der EBU zu entsprechen, wurde am 24. April eine um 15 Sekunden gekürzte Fassung veröffentlicht.

## Beim Eurovision Song Contest
Als Teil der sogenannten „Big Five“ wäre Deutschland direkt für das Finale des Eurovision Song Contest qualifiziert gewesen, welches am 16. Mai 2020 stattfinden sollte. Die Choreografie sollte von Marty Kudelka entwickelt werden. Aufgrund der fortschreitenden COVID-19-Pandemie wurde der Wettbewerb jedoch zum ersten Mal in seiner Geschichte abgesagt.